# Syngamia dentilinealis
Syngamia dentilinealis là một loài bướm đêm trong họ Crambidae.